# ジェファーソン郡 (オレゴン州)
ジェファーソン郡（英: Jefferson County）は、アメリカ合衆国オレゴン州の郡である。2010年国勢調査での人口は21,720人である。郡名はジェファーソン山にちなんで名付けられた。郡庁所在地はマドラスである。

## 歴史
ジェファーソン郡は1914年12月12日にクルック郡の一部から創設された。1911年に開通した鉄道が郡庁所在地のマドラスとコロンビア川を結び、1930年代後半に灌漑工事が進んだことで、郡内の農業が発展するようになった。この鉄道が建設されるときに、デシュート川を挟む両岸の間に常に抗争や紛争があった。
マドラスが1911年に法人化され、1916年の一般選挙以降郡庁所在地となってきた。最初の仮郡庁所在地はカルバーだったが、これは知事によって指名された3人委員会が選定したものだった。このときの候補地はカルバー、メトリアスおよびマドラスの3か所であり、3人の委員がそれぞれ1票ずつ各候補地に投票したので数日間は何回投票しても結果を出せなかったが、最後はメトリアスに投票していた委員がカルバーに投票することで決着した。
1990年代に隣接するデシューツ郡が急成長し、ジェファーソン郡の農夫は自分達の農地がリゾート地、ゴルフ場など新参の住民のための娯楽施設に置き換えられるために土地価格が高騰することを心配した。

## 経済
郡内最大の収入源は農業であり、6万エーカー (240 km2) の灌漑された農地に野菜、草や花の種、ニンニク、ミントおよびテンサイが栽培されている。また林業に関連する広大な山地や製材産業もある。コンフェデレーテッド・トライブス・オブ・ウォームスプリングスが所有する数百万ドル複合企業体であるウォームスプリングス・フォレストプロダクツ・インダストリーが郡内北西隅にあり、単一の事業としては最大である。日照が年間300日あり、年間雨量が少ないことで、釣り、狩猟、キャンプ、ボート、水上スキーや岩石採集が観光の目玉になっている。
郡内最大の土地所有者は全土の24%を所有するアメリカ合衆国林野局であり、続いてウォームスプリングス居留地が21%となっている。

## 政治
ジェファーソン郡はオレゴン州の中央にあり、政治的には州東部に近いものになっている。郡内で政党に登録する有権者の大半は、州東部と同様に共和党支持者が多い。2008年アメリカ合衆国大統領選挙では、郡内有権者の51.47%が共和党のジョン・マケインに投票し、43.05%が民主党のバラク・オバマを支持した。5.46%は第三政党候補者あるいは記入投票の候補者だった。これらの数字を2004年の選挙と比べると、民主党や第三政党がやや高くなっている。2004年の結果では共和党のジョージ・W・ブッシュに58.7%、民主党のジョン・ケリーに40%、第三政党候補者あるいは記入投票の候補者に1.3%となっていた。

## 地理

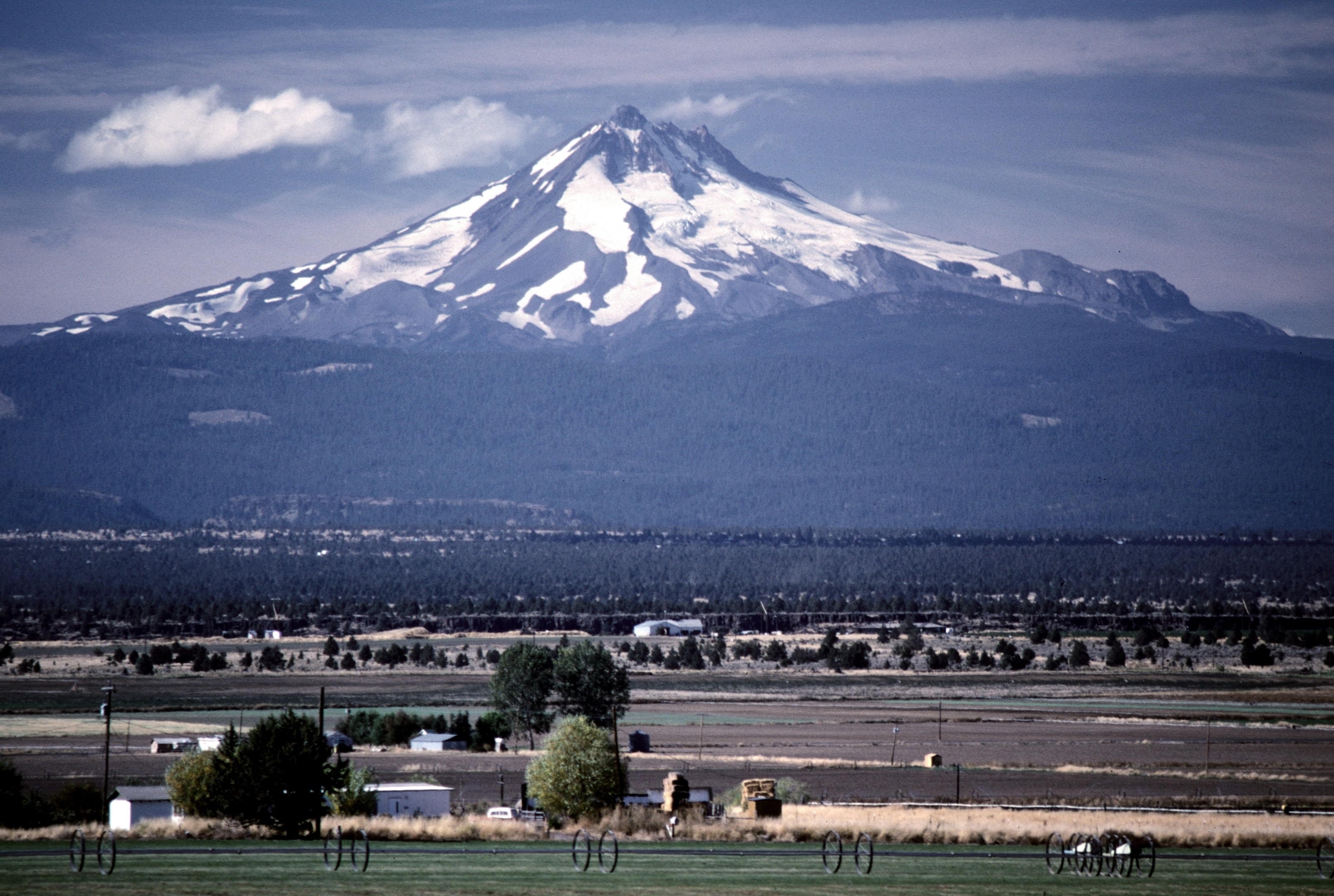
ジェファーソン山

アメリカ合衆国国勢調査局に拠れば、郡域全面積は1,791平方マイル (4,638.7 km2)であり、このうち陸地は1,781平方マイル (4,612.8 km2)、水域は10平方マイル (25.9 km2)で水域率は0.58%である

### 隣接する郡
- ウィーラー郡 - 東
- クルック郡 - 南
- デシューツ郡 - 南
- リン郡 - 西
- マリオン郡n - 北西
- ワスコ郡 - 北

### 国立保護地域
- クルックト川国立草原
- デシューツ国立の森（部分）
- フッド山国立の森（部分）
- ウィラメット国立の森（部分）

## 人口動態

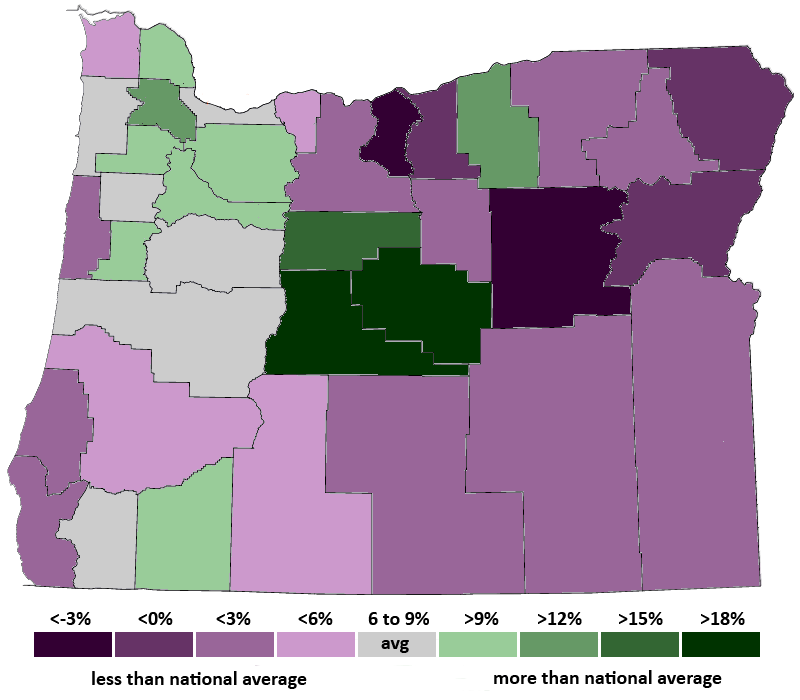
オレゴン州内郡別人口成長率

2000年から2007年の間にジェファーソン郡の人口は15.9%成長し、国内平均の2倍以上となった。州内では隣接するデシューツ郡とクルック郡に続いて第3位である。
以下は2000年国勢調査による人口統計データである。
| 基礎データ - 人口: 19,009人 - 世帯数: 6,727 世帯 - 家族数: 7,617 家族 - 人口密度: 4人/km2（11人/mi2） - 住居数: 8,319軒 - 住居密度: 2軒/km2（5/mi2） 人種別人口構成 - 白人: 68.98% - アフリカン・アメリカン: 0.26%% - ネイティブ・アメリカン: 15.68% - アジア人: 0.30% - 太平洋諸島系: 0.22% - その他の人種: 11.32% - 混血: 3.23% - ヒスパニック・ラテン系: 17.74% 先祖による構成 - ドイツ系：13.6% - イギリス系：9.5% - アメリカ人：8.7% - アイルランド系：5.3% 第一言語による構成 - 英語：82.2 - スペイン語：15.5% - サハプティアン語：1.0% | 年齢別人口構成 - 18歳未満: 29.8% - 18-24歳: 7.7% - 25-44歳: 26.9% - 45-64歳: 23.2% - 65歳以上: 12.4% - 年齢の中央値: 35歳 - 性比（女性100人あたり男性の人口） - 総人口: 101.9 - 18歳以上: 100.8 世帯と家族（対世帯数） - 18歳未満の子供がいる: 35.6% - 結婚・同居している夫婦: 60.5% - 未婚・離婚・死別女性が世帯主: 10.5% - 非家族世帯: 23.2% - 単身世帯: 18.6% - 65歳以上の老人1人暮らし: 6.9% - 平均構成人数 - 世帯: 2.80人 - 家族: 3.16人 収入と家計 - 収入の中央値 - 世帯: 35,853米ドル - 家族: 39,151米ドル - 性別 - 男性: 31,126米ドル - 女性: 22,086米ドル - 人口1人あたり収入: 15,675米ドル - 貧困線以下 - 対人口: 14.6% - 対家族数: 10.4% - 18歳未満: 22.2% - 65歳以上: 5.9% |

## 都市と町
- マドラス（郡庁所在地）
- カルバー
- メトリアス

### 未編入の町と国勢調査指定地域
| - アッシュウッド - キャンプシャーマン - クルックトリバーランチ - ゲイトウェイ | - ジェネバ - グランドビュー - グリズリー | - キルツ - オパールシティ - ウォームスプリングス - ウィローデール |

### ゴーストタウン
- ホースヘイブン